# 퍼즐 챔피언
《퍼즐 챔피언》은 2003년 6월 25일부터 2003년 10월 29일까지 방영되었던 퀴즈 프로그램이었다.

## 기획 의도
퍼즐 퀴즈 프로그램을 표방하였으며, 퍼즐의 출제 범위가 우리말(한국어)이었으므로 사실상 현재의 우리말 겨루기라고 보면 된다. 이후 우리말 겨루기로 개편되었다. 가족 단위로만 참가가 가능하였으며, 출연 가족은 퀴즈 상금으로 이룰 수 있는 소원을 1개 제출해야 한다. 그리고 1등을 한 가족만 상금을 받으며, 상금이 해당 소원에 맞게 쓰이는지 KBS에서 일일이 따라가 촬영하였다.

## 진행 방식
우리말 겨루기의 초창기 형식으로 정재환과 이화선이 진행을 맡았다. 연예인과 일반인이 2인 1조로 출연하며, 총 3조가 경쟁을 펼쳐서 우승팀만이 상금을 받는 형식이다.

## 문제 유형

### 짝짝퍼즐
60초 안에 애니메이션 그림을 보고 연상되는 답을 맞힌다(예: 퍼? ??언 - 퍼즐 챔피언).
총 6문제로 구성되어 있으며, 한 문제에는 도움말 그림이 없다.
한 문제 당 10만원, 만점이면 최대 100만원까지 적립할 수 있다.

### 첫말퍼즐
5회부터 신설된 문제.
초성으로 이루어진 단어와 도움말을 보고 정답을 맞히는 형식(예 : 퍼즐 ㅊㅍㅇ- 챔피언)이다.
총 11문제로 구성되어 있으며, 한 문제당 10만원, 만점이면 최대 150만원까지 적립할 수 있다.(중간에 맞히지 못한 문제는 문제를 다 풀고 도전할 수 있다.)

### 또또퍼즐
35개(초창기에는 45개)의 숫자 속에 숨어있는 속담을 맞힌다.
1차 번호는 3개까지 선택할 수 있다(초창기에는 6개를 선택할 수 있었다.)
물론 꽝도 있다, 꽝은 지렁이 캐릭터가 등장한다.
이때 정답을 맞히면 100만원을 얻으며, 그 뒤 선택은 10만원 씩 차감된다.(최대 6개 선택 가능)
초창기에는 갤러리 정이라고 불리는 정형돈 씨가 일반인과 같이 도우미로 참여하기도 하였다.

### 쏙쏙퍼즐
초장기 때 진행됐던 코너로, 세 명의 도전자들이 앞글자를 보고, 앞글자로 된 7낱말을 제한 시간 안에 적는다.(예: 도??-도시락, 도라지, 도깨비.....)
한 단어 당 30만원이 적립되나, 중간에 상대방과 단어가 겹치면 30만원이 차감된다.
지명,인명은 정답으로 인정되지 않으며, 표준국어대사전에 있는 명사만 인정된다.

### 끝말퍼즐
7회부터 신설된 문제.
제한 시간 60초 안에 어지럽게 섞여 있는 단어 가운데서 3음절 단어를 찾아서 끝말잇기를 한다.
총 11문제, 마지막 문제는 그림으로 구성되어 있으며, 모두 맞히면 150만원을 획득한다.

### 낱말퍼즐
말 그대로 낱맡로 이어져 있는 20개의 문제를 풀며, 한 문제 당 10만원, 모두 맞히면 400만원까지 적립이 가능하다.(중간에 도움말 없음 문제가 있음)

### 십자퍼즐
우승자의 가족들이 협력해서 푸는 문제이며, 도움말을 보고, 십자로 이루어진 3음절의 두 개 낱말을 유추한다.
가운데 글자는 공개되며, 두 번의 한 음절을 말할 수 있다.
그 다음에 두 개의 정답을 맞히면, 현재 획득한 상금의 두 배를 획득할 수 있다.